# Championnat du Sénégal de football de deuxième division 2024-2025
Navigation
Ligue 2 2023-2024 Ligue 2 2025-2026
La saison 2024-2025 de Ligue 2 sénégalaise est la 61e édition du Championnat du Sénégal de football de deuxième division et la 16e sous l'appellation « Ligue 2 ».
Le début du championnat est programmé au 30 septembre 2024.
La date a finalement été déplacé au 19 octobre 2024.
Le Wally Daan FC est le tenant du titre.
Le tirage au sort des rencontres est effectué, le 11 septembre 2024, pour le calendrier des matchs aller-retour.

## Participants
Un total de 16 équipes participent au championnat ; il s'agit de dix (10) équipes de la saison précédente, et de six (6) promus (AS Cambérène, AS Kaffrine,Étoile Lusitana,ASC Saloum,AS Bambey et Essamaye FCet de deux relégués Stade de Mbour et Diambars FC.

## Classement
| Rang | Équipe              | Pts | J  | G  | N  | P  | Bp | Bc | Diff |
| ---- | ------------------- | --- | -- | -- | -- | -- | -- | -- | ---- |
| 1    | AS CambérèneP       | 54  | 30 | 15 | 9  | 6  | 36 | 21 | +15  |
| 2    | Stade de Mbour R    | 51  | 30 | 13 | 12 | 5  | 31 | 20 | +11  |
| 3    | Essamaye FCP        | 51  | 30 | 14 | 9  | 7  | 41 | 31 | +10  |
| 4    | AS Douanes          | 47  | 30 | 14 | 9  | 7  | 41 | 31 | +10  |
| 5    | AS Bambey P         | 43  | 30 | 11 | 10 | 9  | 26 | 27 | -1   |
| 6    | Amitié FC           | 42  | 30 | 10 | 12 | 8  | 32 | 28 | +4   |
| 7    | AS KaffrineP        | 41  | 30 | 10 | 11 | 9  | 36 | 28 | +8   |
| 8    | Diambars FCR        | 41  | 30 | 10 | 11 | 9  | 42 | 37 | +5   |
| 9    | Étoile LusitanaP    | 39  | 30 | 9  | 12 | 9  | 28 | 26 | +2   |
| 10   | ASC Niarry-Tally    | 37  | 30 | 7  | 16 | 7  | 24 | 22 | +2   |
| 11   | DUC                 | 35  | 30 | 9  | 8  | 13 | 21 | 29 | -8   |
| 12   | ASC SaloumP         | 34  | 30 | 8  | 10 | 12 | 28 | 33 | -5   |
| 13   | Thiès FC            | 34  | 30 | 8  | 10 | 12 | 20 | 29 | -9   |
| 14   | ASAC Ndiambour      | 33  | 30 | 8  | 9  | 13 | 22 | 33 | -11  |
| 15   | CNEPS Excellence FC | 27  | 30 | 6  | 9  | 15 | 20 | 36 | -16  |
| 16   | RS Yoff             | 24  | 30 | 4  | 12 | 14 | 24 | 39 | -15  |

|  | Promotion en Ligue 1                                                                                       |
|  | Promotion en Ligue 1                                                                                       |
|  | Relégation en Nationale 1                                                                                  |
|  | C : Vainqueur de la Coupe du Sénégal de football 2024-2025 P : Promu de Nationale 1 R : Relégué de Ligue 1 |